# Vierge de Quito

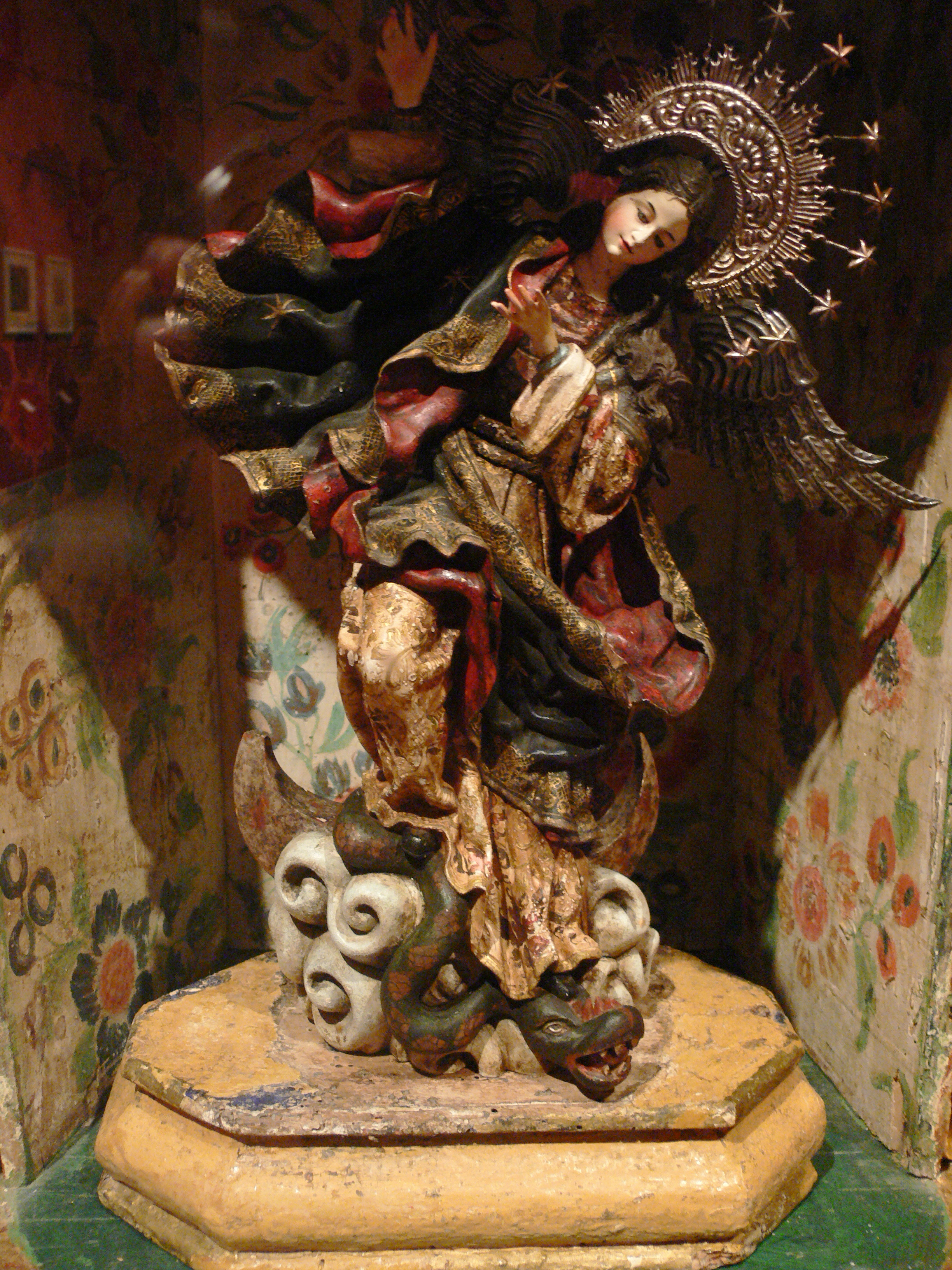
Une réplique de statue originale en bois polychrome, située à l’Ethnologisches Museum de Berlin.

La vierge de Quito est une statue de bois polychrome de la ville de Quito, ville située en Équateur. Cette statue représentant la Vierge a donné lieu à une réplique en aluminium, de 38 mètres de haut, et placé sur la colline de El Panecillo. 

## La statue de bois polychrome
Cette statue de bois de 30 centimètres de haut a été sculpté en 1734 par le métis Bernardo de Legarda (en) (1700-1773), sur la commande de Franciscains. Cette sculpture illustre un chapitre de l'Apocalypse où une femme enceinte lutte contre un dragon sur le point de dévorer son enfant et parvient à le vaincre, grâce à l'aide de Dieu,. Elle se trouve à Quito, dans l'église de San Francisco, à Quito (es) ; sa notoriété a donné lieu à la création de nombreuses répliques, dont celle du Panecillo.

## La réplique en aluminium sur lePanecillo
Une réplique approximative en aluminium a été érigée en 1975 sur la colline de El Panecillo, à quelque 3 000 mètres d'altitude. Considérablement plus grande que l'original, elle mesure 38 mètres de haut.